# لورين بلات
لورين بلات (بالإنجليزية: Lauren Platt)‏ هي مغنية وممثلة بريطانية، ولدت في 7 أكتوبر 1997 في Billericay ‏ في المملكة المتحدة.

## وصلات خارجية
- لورين بلات على موقع IMDb (الإنجليزية)